# Corethrovalva
Corethrovalva là một chi bướm đêm thuộc họ Gracillariidae.

## Các loài
- Corethrovalva allophylina Vári, 1961
- Corethrovalva goniosema Vári, 1961
- Corethrovalva paraplesia Vári, 1961